# Сальваторе Адамо
Сальваторе Адамо (італ. Salvatore Adamo, нар. 31 жовтня 1943, Італія, Сицилія) — італійсько-бельгійський автор та виконавець пісень (зберіг італійську ідентичність на пам'ять про свого батька).

## Життєпис
Сальваторе народився на Сицилії, в маленькому муніципалітеті Комізо. До семи років він був єдиною дитиною у сім'ї. Його батько Антоніо працював землекопом на шахтах, мати була домогосподаркою. У 1947 році батько знайшов роботу в Бельгії, куди вся родина іммігрувала у червні того ж року, спершу до містечка Ґлен, пізніше — до Жемап.
1950 року Сальваторе захворів на менінгіт, який майже на рік прикував його до ліжка. Навчався хлопець у строгій католицькій школі. Батьки за будь-яку ціну хотіли уникнути для сина шахтарської долі і не шкодували зусиль для того, щоб дати йому освіту. Сальваторе був старанним та самотнім учнем.
З 1950 по 1960 рік сім'я Адамо поповнилася ще сімома дітьми.
Протягом 50-х років підліток розвивав свій талант, чудовий голос і захоплювався співом. Батьки спершу поставилися до цієї пристрасті з недовірою. Сальваторе брав участь у різних місцевих конкурсах до моменту, коли «Радіо Люксембург» організувало великий радіо-конкурс у Королівському Театрі де Мон. У грудні 1959 року Адамо виступив на конкурсі з власною піснею «Якби я наважився». Після провалу на відбірковому етапі один з членів журі помітив молодого співака. Таким чином Сальваторе Адамо вдалося блискуче виграти конкурс. За збігом, його наймолодша сестричка народилася в той же день, коли на Радіо Люксембург вперше програвали його пісню.
Дуже швидко Сальваторе випустив свої перші платівки, але великого успіху вони не мали. Хлопець подумував відновити своє навчання, яке покинув заради співочої кар'єри. Проте його батько вирішив взяти в свої руки синову долю, і разом вони вирушили до Парижа, де ходили від одного концерт-холу до іншого. Після чотирьох непомічених платівок Сальваторе нарешті зазнав першого успіху у 1963 році з романтичною піснею «Без тебе, мила», яка зробила справжній фурор. З цього моменту популярність Адамо швидко зростала. У день свого 20-річчя він потрапив на сцену однієї з найбільших концертних зал, «Давньої Бельгії», у Брюсселі. Згодом він виступив у престижному концертному холі «Олімпія» у Парижі, перед виходом Кліфа Річарда та гурту The Shadows, які на той час вже набули слави.
Значний успіх мали його пісні: Tombe la neige, Vous permettez Monsieur, La Nuit (1964), Dolce Paola, Les Filles du bord de mer, Mes mains sur tes hanches (1965), Ton Nom, Une mèche de cheveux (1966), Une larme aux nuages, Inch'Allah, Notre roman (1967), L'amour te ressemble, F… comme femme, (1968), A demain sur la lune, Petit bonheur (1969), Va mon bateau (1970), J'avais oublié que les roses sont roses (1971), C'est ma vie (1975).
У 1969 році Сальваторе одружився із Ніколь, з якою має двох дітей: Антоні (1969) і Бенжамен (1980).
Жак Брель сказав про нього, що співак є «лагідним садівником кохання», а Раймонд Девос, що «Адамо, це пісня, це поеми, це вібрації!»
Адамо виконує свої пісні різними мовами (французькою, італійською, іспанською, німецькою, голландською, японською, португальською, турецькою, англійською), і його успіх є міжнародним. Успіх його пісні «Падає сніг» (Tombe la neige) у Японії пояснюється ще й тим, що п'ятискладова музична структура її приспіву, відповідає традиційній формі японської пісні (хайку).
У 1984 році співак пережив серцевий напад, тому 80-ті роки були менш активними на творчій ниві. У 2003 виходить альбом «Занзібар» спільно з його товаришем, співаком Арно. У 2004 році через проблеми зі здоров'ям Сальваторе змушений анулювати численні концерти. У 2007 виходить La part de l'ange, за яким іде турне.
Адамо також знімався у кіно як актор, у фільмах «Родина Арно» з Бурвілем, «Шифер» з Джесом Ханом, і був режисером фільму «Острів з маками».
З 1993 року Адамо є послом Дитячого фонду ООН (ЮНІСЕФ) у Бельгії.
Королівським указом від 4 липня 2001 року Адамо було надано почесний титул кавалера. У 2002 році він став Офіцером Ордену Корони.
У 2010 році Сальваторе Адамо отримав Міжнародний Гран Прі франкофонної поезії за свою творчість, під час 52-го національного конгресу Спілки Поетів та Митців Франції, який відбувався у Тулузі. Цього ж року він випустив свій 22-ий альбом «Від тебе до мене» (De Toi à Moi), в якому співає дуетом з Шанталь Лобі, Оксмо Пуччіно, Крістофом або зі своєю позашлюбною донькою Амелі, яка народилася у 1979 році.
На сьогоднішній день Адамо продав понад 100 мільйонів дисків у світі.